# Nuno Cortez
Nuno Filipe da Silva Marques Cortez (Pampilhosa da Serra, 17 novembre 1982) è un ex cestista portoghese.